# Viols durant la seconde invasion de la Pologne par l'Armée rouge

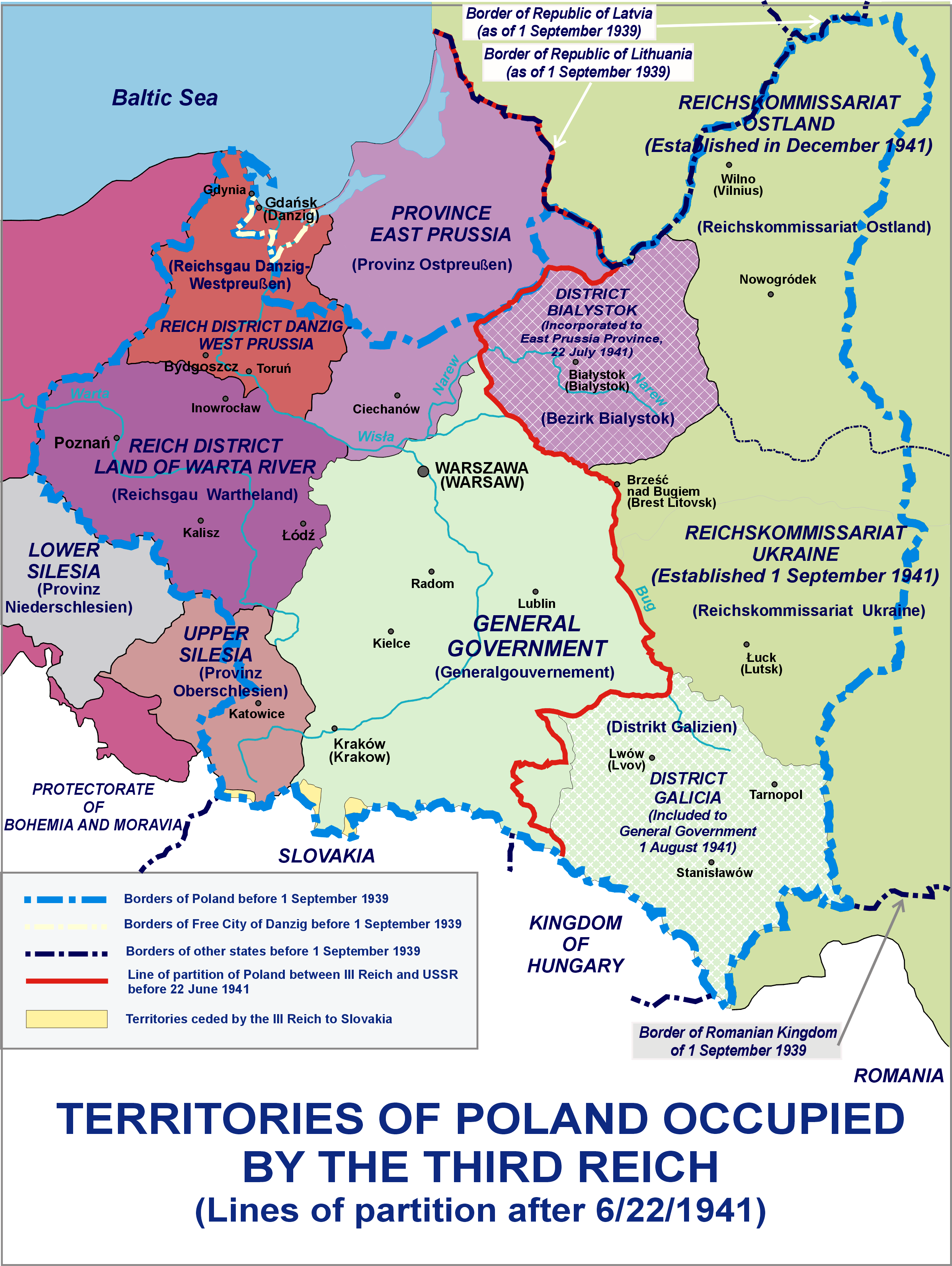
Territoires occupées par l'URSS et le IIIe Reich en 1941.

Le sujet des viols durant la seconde invasion de la Pologne par l'Armée rouge était pratiquement absent de l'historiographie polonaise jusqu'à la  dislocation de l'Union soviétique, bien que des documents de l'époque aient montré que le problème était sérieux et important à la fois pendant et après l'avancée des forces soviétiques en Pologne, contre l'Allemagne nazie dans les étapes ultérieures de la Seconde Guerre mondiale.
Selon des historiens non russes, à la fin de la Seconde Guerre mondiale, les soldats soviétiques ont commis un nombre important de viols en Pologne. Cependant, aucune statistique concernant ces crimes et le nombre de viols n'est disponible[réf. souhaitée].

## L'armée Soviétique
Les cas de viols de masse ont eu principalement lieu dans les grandes villes polonaises prises par l'Armée rouge. À Cracovie, l'entrée de l'armée soviétique dans la ville a été accompagnée de vague de viols de milliers de femmes et de filles, et par le vol généralisé de biens personnels. Selon Andrzej Chwalba, un historien polonais, ce comportement a atteint une telle ampleur que les communistes polonais installés dans la ville ont écrit une lettre de protestation destinée à Joseph Staline. À la gare principale de Cracovie, les Polonais qui ont tenté de sauver les victimes de viol ont été abattus.
Les femmes polonaises en Silésie ont été la cible de viols en masse avec leurs homologues allemandes selon Ostrowska & Zaremba. Au cours des six premiers mois de 1945, 268 viols ont été signalés dans le seul village de Dębska Kuźnia. En mars 1945 près de Racibórz, 30 femmes trouvées dans une usine de lin ont été enfermées dans une maison dans le village de Makowo et violées. La femme qui a donné son témoignage à la police avait été violée par quatre hommes.
Dans la ville d'Olsztyn en mars 1945, pratiquement aucune femme n'avait été épargnée, « indépendamment de son âge » qui se situait entre 9 et 80 ans. Certaines femmes ont été violées par plusieurs dizaines de soldats.
Selon les statistiques de la ministre polonaise de la Santé, il y eut une pandémie de maladies sexuellement transmissibles à travers le pays, affectant environ 10 % de la population générale. En Mazurie, jusqu'à 50 % des femmes étaient infectées.